# 플루토스
고대 그리스 종교 와 신화에서 플루토스 ( /ˈpluːtəs/ ; 틀:Lang-grc-gre)는 신이자 부의 의인화이며, 농업의 여신 데메테르와 인간 이아시온 사이의 아들이다.

## 같이 보기
- 쿠베라
- 매먼
- 플루톤